# تپه پزکو
تپه پزکو مربوط به دوره اشکانیان است و در شهرستان خرم آّباد، بخش پاپی، دهستان کشور، ۹۰۰ متری شرق روستای تازان واقع شده و این اثر در تاریخ ۲۸ اسفند ۱۳۸۵ با شمارهٔ ثبت ۱۸۶۰۳ به‌عنوان یکی از آثار ملی ایران به ثبت رسیده است.